# بکوس (مینه‌سوتا)
بکوس، مینه‌سوتا (به انگلیسی: Backus, Minnesota) یک شهر در ایالات متحده آمریکا است که در مینه‌سوتا واقع شده‌است.

## خصوصیات
بکوس ۱٫۵۸ کیلومترمربع مساحت و ۲۵۰ نفر جمعیت دارد و ۴۱۰ متر بالاتر از سطح دریا واقع شده‌است.